# توماش چه
توماش چه (مجاری: Tamás Cseh؛ ‏ ۲۲ ژانویهٔ ۱۹۴۳ – ۷ اوت ۲۰۰۹) آهنگساز، خواننده و بازیگر اهل مجارستان بود.
از فیلم‌های او می‌توان به سرود سرخ اشاره کرد.
وی همچنین برندهٔ جوایزی همچون جایزه کشوت شده‌است.